# 一氧化四碳
一氧化四碳是一种碳氧化物，化学式C4O。它是在1988年通过基质隔离发现的。在4 K（−269.15 °C）下的氖或氩上用蓝光激发三碳，再使它和一氧化碳反应，可以得到一氧化四碳：
C3 + CO → C4O
二氧化五碳的光解也可以得到一氧化四碳：
C5O2 → C4O + CO
该物质目前了解甚少，因为该分子无法稳定存在，会迅速分解。